# Селце (Луковица)
Селце (словен. Selce) је насељено место у општини Луковица, Средњесловенска регија, Словенија.

## Историја
До територијалне реорганизације у Словенији биле су у саставу старе општине Домжале.

## Становништво
У попису становништва из 2011. године, Селце су имале 28 становника.
| Број становника према пописима | Број становника према пописима | Број становника према пописима |
| ------------------------------ | ------------------------------ | ------------------------------ |
| 1991                           | 2002                           | 2011                           |
| 21                             | 28                             | 28                             |